# Цециліан
Цециліан (лат. Caecilianus) (помер 345 )— єпископ Карфагену в IV столітті.
Цециліан був наступником Мензурія, обраний на соборі в Карфагені 311 року. Був посвячений в сан єпископом Аптунги Феліксом. Це викликало невдоволення прихильників донатизму, які вважали що єпископ Фелікс проявив слабкість під час імператорського едикту 303 року та є відступником, внаслідок чого здійснена їм посвята Цециліана була оголошена такою, що не має сили. Розкольники вибрали собі іншого єпископа Карфагену — Майоріна. В результаті у багатьох містах римської провінції Африки виявилося по два єпископи, один з яких підпорядковувався Цециліану, а інший — Майоріну. На прохання розкольників імператор Константин представив цю суперечку на розгляд папі Мільтіадові. Папа скликав собор у Римі, на який Цеціліану було наказано з'явитися разом з десятьма єпископами, які підтримували його, і десятьма єпископами, що його не визнавали. Делегацію противників Цеціліана очолював Донат. Папа Мільтіад підтримав Цециліана, але Донат не визнав цього рішення і зажадав скликати новий собор, який відбувся в Арле в 314 під проводом папи Сільвестра I. Рішення цього собору, що визнало донатизм єрєссю не задовольнили Доната, і він звернувся до імператора, який підтримував позицію Цециліана. Собор у Мілані 316 року підтвердив рішення соборів у Римі та Арле. Імператор Константин видав закони і укази щодо конфіскації володінь партії Майоріна, позбавляючи їх церкви, і погрожуючи покарати їх повстання на смерть.